# Lud Łatgalii
Lud Łatgalii (łot. Latgales tauta, LT) – łotewska regionalna partia polityczna, działająca na terenie historycznej Łatgalii i Semigalii. W wyborach samorządowych jej przedstawiciele uzyskali 4 mandaty w radach. 

## Historia
Ugrupowanie zostało założone przez łatgalskiego biznesmena Grigorija Niemcowa, właściciela lokalnej gazety i telewizji "Milion/Miljons", wcześniej działacza Partii Zgody Narodowej i Nowego Centrum oraz radnego Dyneburga z ramienia tych ugrupowań (2007–2009). Deklarowała się jako partia obywateli i nie-obywateli, niezależnie od ich narodowości i statusu majątkowego. Wśród priorytetów stawiała "wyciągnięcie gospodarki Łatgalii i Rzeżycy ze stagnacji", rozwój przemysłu i zabezpieczenia społecznego, a także likwidacją przepisów dyskryminujących mieszkańców Łotwy zależnie od narodowości. Była zwolenniczką dobrych stosunków gospodarczych tak z Zachodem, jak i ze Wschodem. 
W wyborach w 2009 partia uzyskała 11,43% głosów w Dyneburgu, 9,60% głosów i 2 mandaty w okręgu dyneburskim. W innych samorządach nie przekroczyła 5%-owego progu wyborczego. W mieście Rzeżycy na Lud zagłosowało 2,09% wyborców, zaś w okręgach krasławskim odpowiednio – 1,92%, iłuksztańskim – 2,56%, dagdańskim – 1,15% i rzeżyckim – 1,42%. 
W Dyneburgu 2 mandaty przełożyły się na wejście w skład koalicji rządzącej miastem. Grigorij Niemcow został wybrany wiceburmistrzem miasta. Funkcję zachował również po zmianie układu koalicyjnego na LPP/LC – Lud Łatgalii – Centrum Zgody we wrześniu 2009. W międzyczasie koalicja osłabła, bo przeciwko nowemu układowi opowiedziała się radna Anžela Aļohno.
16 kwietnia 2010 o godz. 17 przy ul. Lāčplēšisa w Dyneburgu opodal kliniki dentystycznej został zamordowany dwoma strzałami w głowę Grigorij Niemcow. Był to pierwszy mord na samorządowcu od 2002, a drugi w historii dwudziestolecia Łotwy niepodległej. Na miejsce Niemcowa do rady wszedł Pēteris Dzalbe, który jest członkiem Partii Sprawiedliwości Społecznej. Dzalbe przyłączył się do opozycji wobec panującego w radzie układu. Funkcję przewodniczącego partii przejęła czasowo Olga Szirokaja, dyrektor tramwajów miejskich, która 30 kwietnia została wybrana na przewodniczącą. Jej zastępcami zostali Jelena Ławrowa (od maja 2010 dyrektor Wydziału Społecznego Urzędu Miejskiego w Dyneburgu, a wcześniej pracownik TV "Milion" i Mečislavs Vēveris (radny okręgu dyneburskiego). W wyborach w 2010 partia wystartowała w ramach bloku "O lepszą Łotwę" (PLL). O mandat ubiegali się Mečislavs Vēveris (nr 16) oraz szef struktur LT w Rzeżycy Juris Guntis Vjakse (nr 9).